# یرمولکینو (شهرستان بیژبولیاکسکی، باشقیرستان)
یرمولکینو (انگلیسی: Yermolkino, Bizhbulyaksky District, Republic of Bashkortostan) یک شهرک در شهرستان بیژبولیاکسکی باشقیرستان کشور روسیه است.